# 노블레스 클럽
노블레스 클럽(Nobless Club)은 로크미디어에서 내는 장르 소설 레이블이다. 판타지 소설을 중심으로 한 대한민국 작가들의 장르 소설을 선보이고 있다. 원고지 1500매 내외의 비교적 많은 분량, 세로로 약간 긴 판형, 1권 완결 위주(2권 이상 작품도 있음)라는 특징을 갖고 있다.

## 작품목록
1. 얼음나무 숲 / 하지은 / 2008년 1월 (판타지)
2. 뉴욕 더스트 / 오승환 / 2008년 2월 (서스펜스 스릴러)
3. 라크리모사 / 윤현승 / 2008년 4월 (판타지)
4. 볼테르의 시계 / 강다임 / 2008년 5월 (역사, SF)
5. 더 커스드 / 김장훈 / 2008년 8월 (판타지)
6. 데스노블 / 노현진 / 2008년 7월 (호러)
7. 로스트 콘택트 / 박치형 / 2008년 9월 (밀리터리)
8. 피리새 상,하 / 김근우 / 2008년 11월 (판타지)
9. 오후 다섯시의 외계인 / 김이환 / 2008년 12월 (판타지)
10. 꿈을 걷다 / 좌백, 진산 외 / 2009년 3월 (단편집/판타지, 무협)
11. 인드라의 그물 / 문형진 / 2009년 4월 (인도 판타지)
12. 일곱 번째 달의 무르무르 / 탁목조 / 2009년 5월 (판타지)
13. 시간은 피다 / 이헌 / 2009년 6월 (역사)
14. 모래선혈 / 하지은 / 2009년 7월 (판타지)
15. 먼 곳의 바다 / 민소영 / 2009년 7월 (판타지)
16. 무심한 듯 시크하게 / 한상운 / 2009년 8월 (형사, 로맨스)
17. 코드 네임 가시 / 황기록 / 2009년 10월
18. 탐정은 죽지 않는다 / 이슬기 / 2009년 11월 (형사, 판타지)
19. 무심한 듯 시크하게: 범죄의 시대 / 한상운 / 2009년 12월 (형사, 로맨스)
20. 꿈을 걷다 2010 / 김이환, 좌백 외 / 2010년 3월 (단편집/판타지, 무협)
21. 크레타 파크 / 김지훈 / 2010년 9월
22. 뱀파이어 나이트 / 김이환 / 2010년 11월 (판타지)